# Cattedrale di Évreux
La cattedrale di Nostra Signora di Évreux, o in francese cathédrale Notre-Dame d'Évreux, è il principale luogo di culto cattolico della città di Évreux, nella regione francese della Normandia.
Rappresenta un bell'esempio dell'Architettura gotica, di cui ne interpreta i differenti periodi e il maggiore monumento cittadino.

La chiesa, sede del vescovo di Évreux, è classificata come Monumento storico di Francia dal 1862. L'antico vescovado e le sue dipendenze, oggi museo di Évreux, sono classificati con decreto del 23 ottobre 1907.

## Storia e descrizione

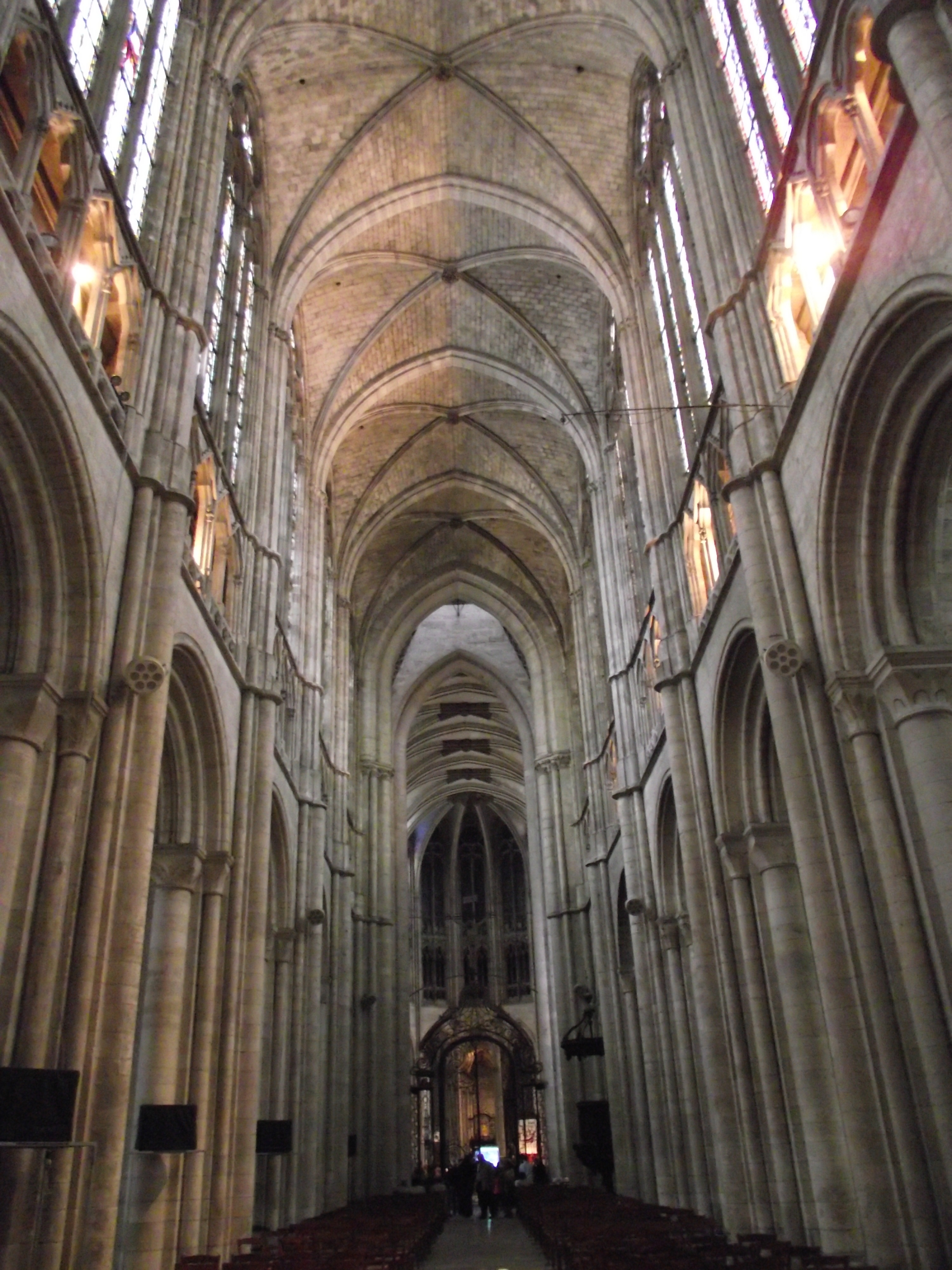
La navata centrale

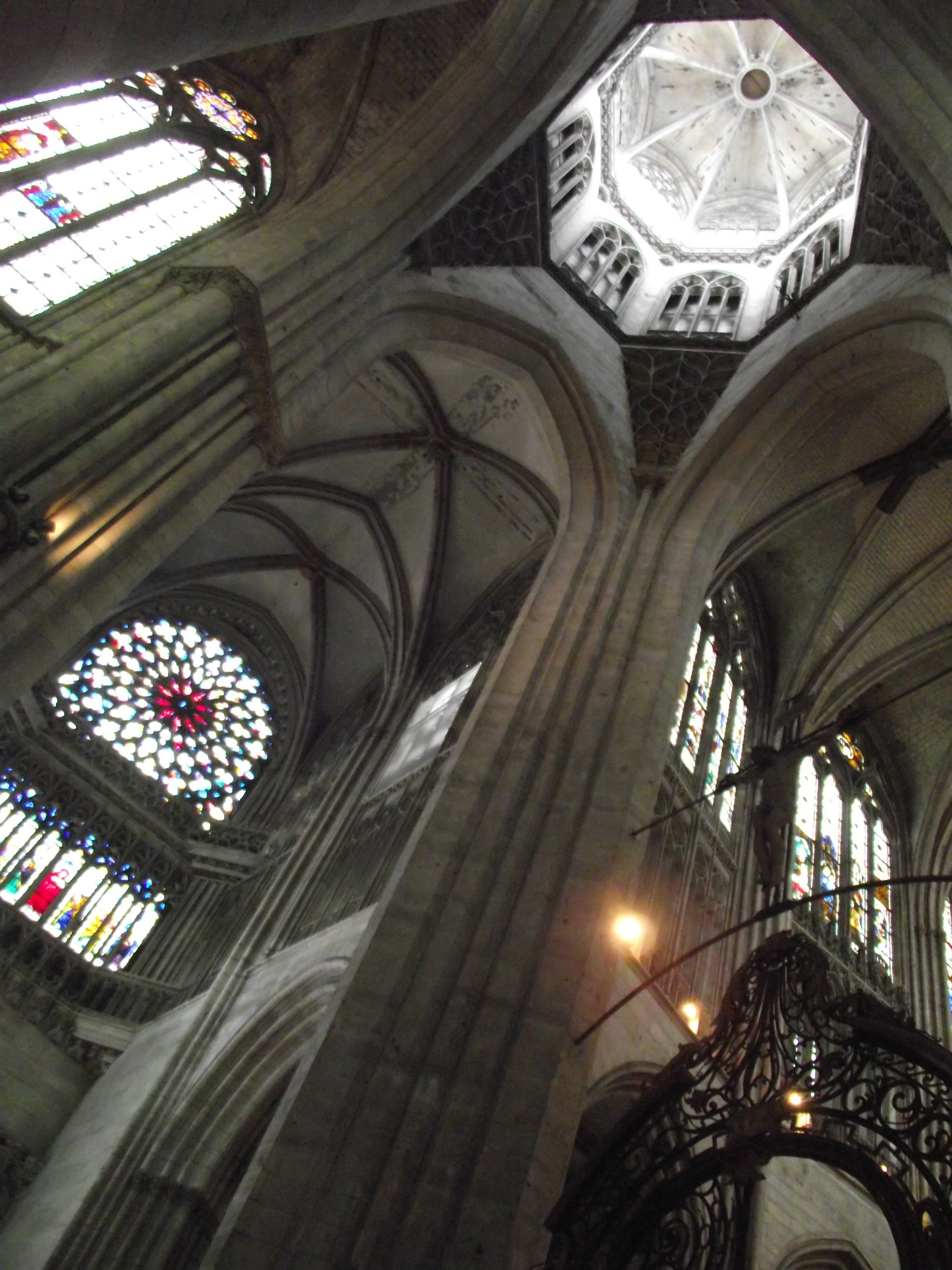
Veduta del transetto col tiburio.

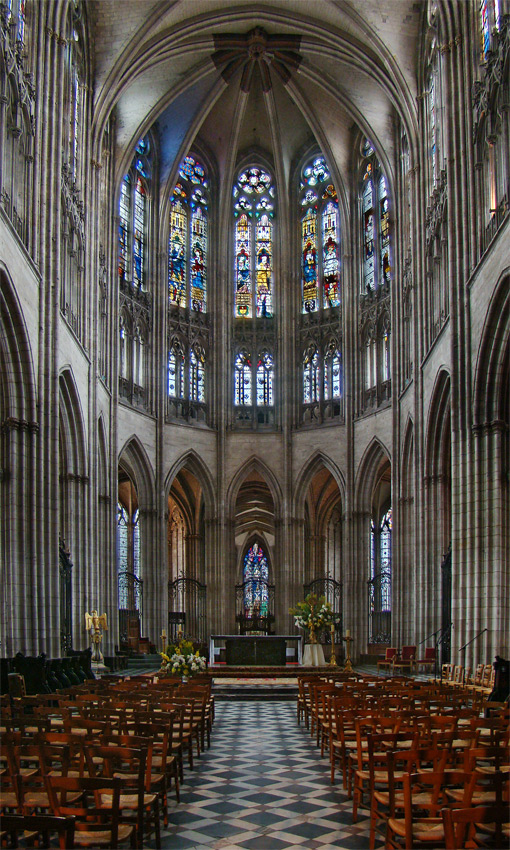
Il coro.

### Le chiese precedenti
La Diocesi di Évreux venne creata nel IV secolo e la prima cattedrale dovrebbe esser stata costruita sul luogo dell'antica basilica romana, all'interno delle mura cittadine.
Rollone, in occasione del suo battesimo, fece numerose donazioni alle chiese che aveva devastato, fra cui la cattedrale di Évreux. Guillaume Flaitel, vescovo cittadino dal 1046 al 1066, cominciò dunque i lavori di ricostruzione dell'edificio, che furono terminati sotto il vescovo Gilbert Fitz Osbern (1070-1113) e la cattedrale consacrata alla Vergine Maria 1077 dall'arcivescovo di Rouen, Jean d'Ivry.
Nel 1113 salì alla cattedra vescovile Audin de Bayeux, che, figlio di Anger, prebendario del vescovo Maurice di Londra e fratello di Thurstan, arcivescovo di York, divenne ben presto cappellano e consigliere del re Enrico I d'Inghilterra. In seguito all'attribuzione della Contea di Évreux a Amaury de Montfort, vassallo del re Luigi VI di Francia, Évreux ridivenne francese, ma Enrico I, su consiglio del vescovo Audin, non ne riconobbe la legittimità e Amaury fu costretto a mettere sotto assedio la città, espugnandola nel 1118. Audin, scappando, mise a fuoco l'intera città, devastandone la cattedrale.
Al Concilio di Reims, Papa Callisto II obbligò Enrico I e il vescovo Audin a ricostruire la cattedrale. I lavori iniziarono nel 1126 e terminarono nel 1140. Tuttavia le guerre fra Francia e Inghilterra non erano finite. Durante un conflitto fra Riccardo Cuor di Leone e Filippo Augusto un nuovo incendio distrusse la cattedrale nel 1198.

### La cattedrale gotica
Il 22 maggio 1199, Évreux venne definitivamente riassegnata al Regno di Francia. Ma la mancanza di vie di comunicazione e i pochi mezzi finanziari di cui disponeva il Capitolo della cattedrale, impedì un rapido svolgersi dei lavori. Allora Papa Innocenzo III accordò un'Indulgenza al vescovo Robert de Roye (1201-1203).
Tuttavia il cantiere cominciò solo a partire dal 1220. Nel 1253 Gauthier de Varinfroy fu nominato architetto della cattedrale, e ne elevò il piedicroce. Durante l'investitura di Raoul de Grosparmy come vescovo di Évreux, nel 1259, le navate furono terminate e si iniziò il coro. Tra la fine del XIII e l'inizio del XIV secolo vennero edificate le cappelle laterali, cinque per lato, tra i contrafforti del piedicroce.
Durante i cruenti episodi della Guerra dei Cent'anni, un nuovo incendio colpì la cattedrale alla volta della prigionia del re di Navarra, e la confisca di tutti i possedimenti degli Harcourt e dei nobili navarrini in Normandia per mano del re Giovanni II di Francia. Dal 1356 Nicolle Le Féron venne incaricato di riparare i danni. Nel 1378 la città fu data alle fiamme da Carlo V di Francia e con essa la cattedrale, che venne riparata e continuata nella costruzione solo a partire dal 1441. Jehan Le Roy diresse il cantiere fra il 1442 e il 1455 per volere del vescovo Guillaume de Flocques, figlio del Balivo e liberatore della città.
Con delle Lettere patenti il re Luigi XI di Francia confermò di nuovo la sua protezione nel 1482, e Jehan Cossart iniziò così la realizzazione della facciata gotico fiammeggiante del transetto nord. Terminata nel primo XVI secolo, concluse l'elevazione del transetto. Alla fine del '500 si pose mano alla facciata principale, dove François Galopin introdusse, tardivamente, lo stile rinascimentale su ispirazione delle opere di Philibert Delorme. All'inizio del XVII secolo la cattedrale era finalmente terminata.
Durante il XIX secolo, la cattedrale, venne fortemente restaurata ad opera dell'architetto diocesano Denis Darcy, sotto la direzione di Viollet-le-Duc. Durante la seconda guerra mondiale venne danneggiata dal bombardamento di Évreux del 1940 e i relativi lavori di restauro hanno riconferito all'edificio l'aspetto di un tempo, riedificando anche il cosiddetto Clocher d'argent, la guglia sulla torre nolare che dominava dal Medioevo.

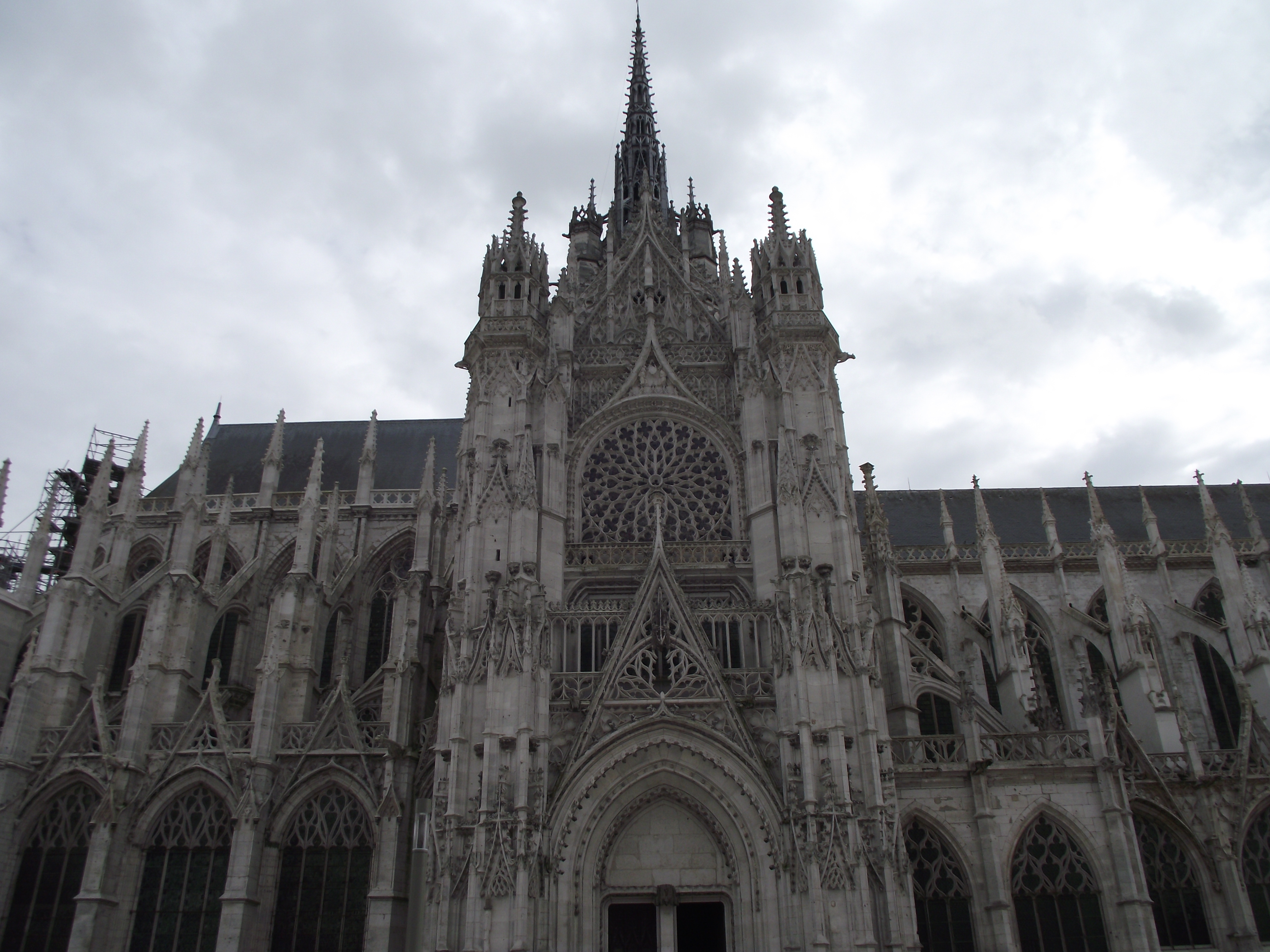
Veduta del lato nord.
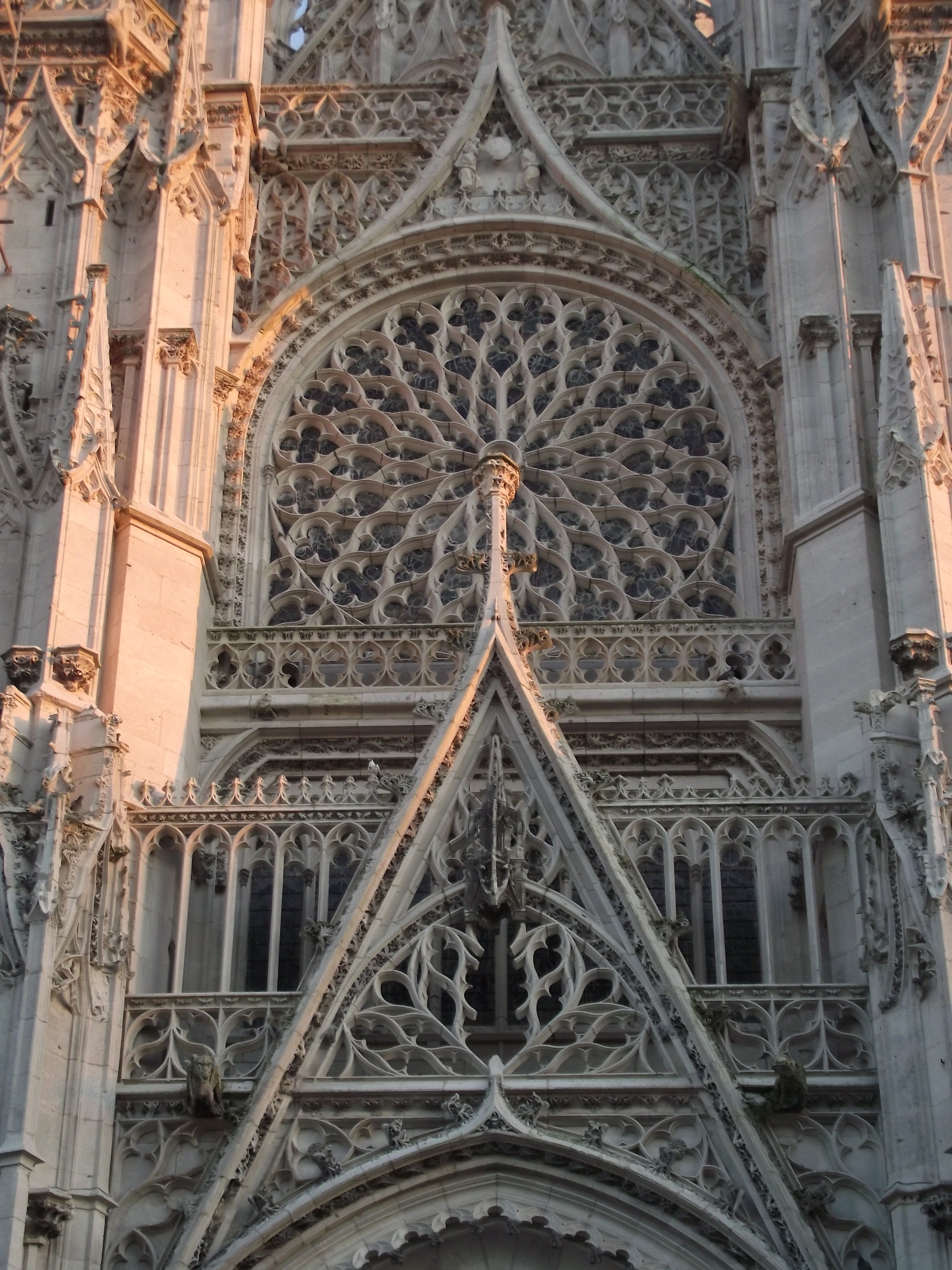
Particolare della facciata nord del transetto.
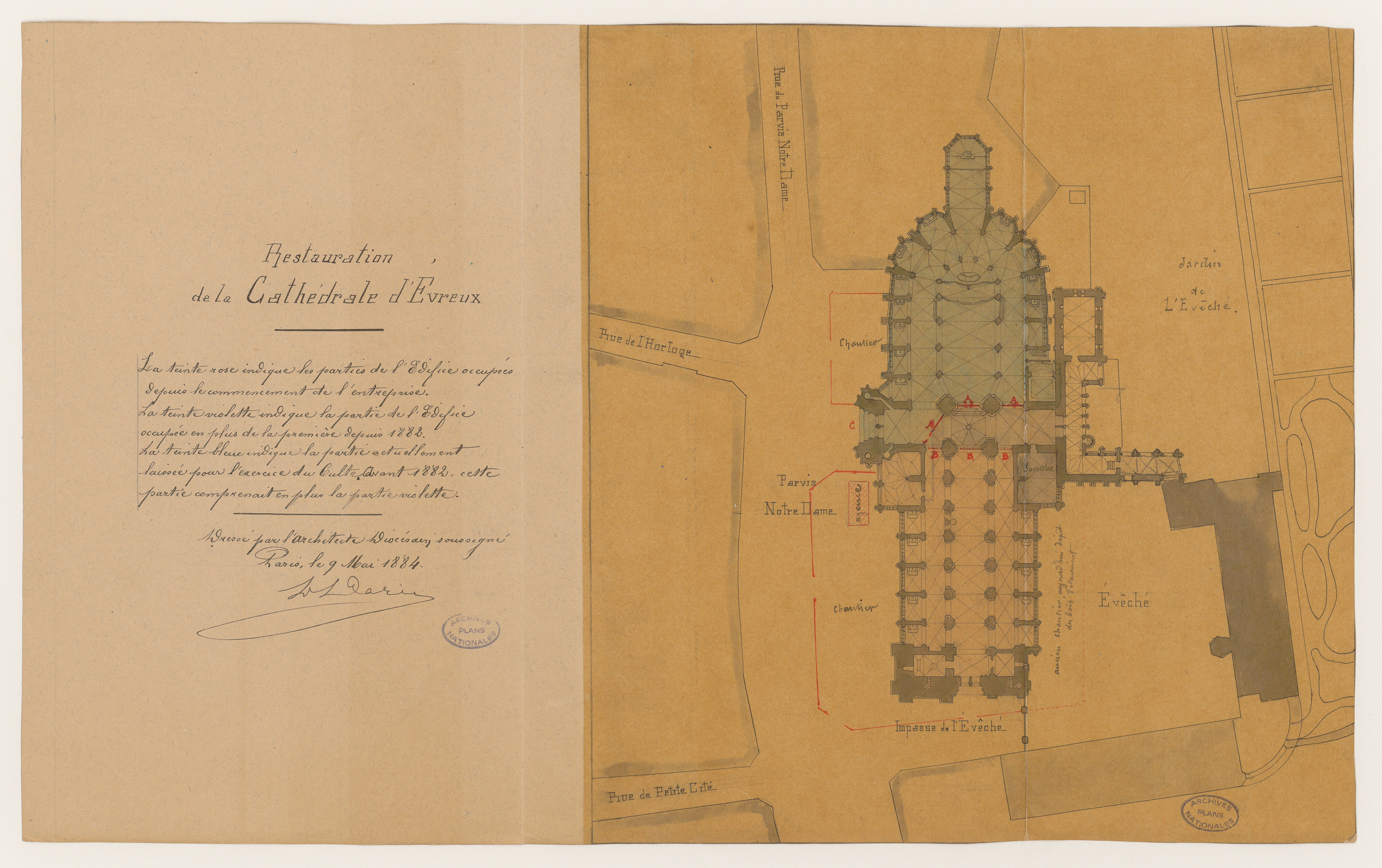
Progetto di restauro della cattedrale ad opera di D. Darcy (1884).
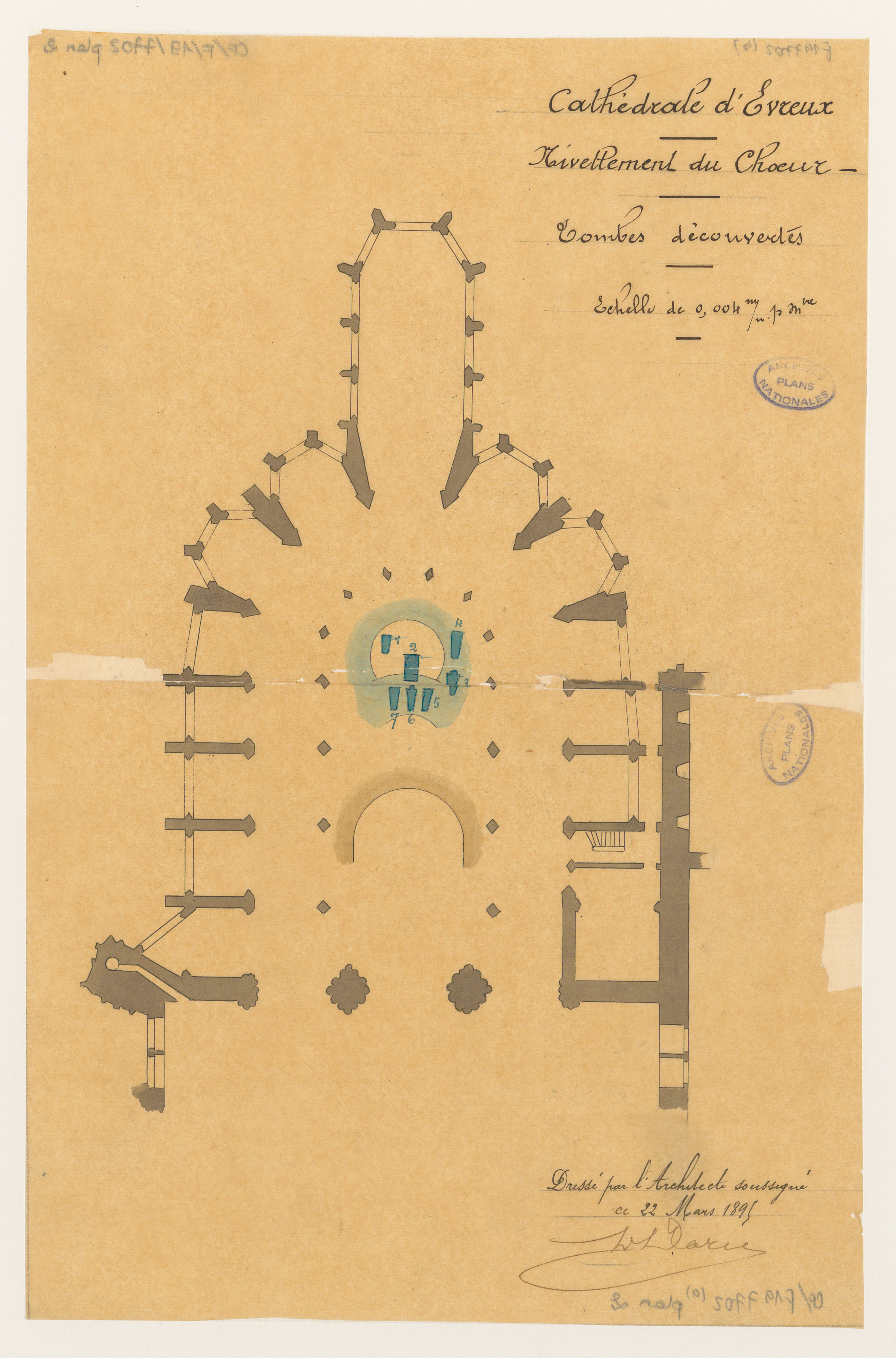
Tombe scoperte nel coro, disegno di D. Darcy (1895).

## Descrizione

### Esterno
La cattedrale presenta differenti stili riflettendo le diverse fasi dell'Architettura gotica, dal gotico classico del piedicroce, a quello fiorito del coro, a quello fiammeggiante della splendida facciata nord del transetto. Inoltre la facciata principale, affiancata da due torri di diversa altezza, è in stile rinascimentale. Sulla crociera s'innalza la torre nolare sormontata da una bella guglia a trafori. Sul fianco meridionale si apre il bel chiostro del XV secolo.

### Interno
L'interno, con pianta a croce latina, presenta un piedicroce diviso a tre navate da possenti pilastri a fascio che reggono le arcate protogotiche, la galleria del triforio e il cleristorio, e che s'innestano sulle volte a crociera quadripartite. Uno stretto e alto transetto, con lanterna, raccorda il piedicroce al grandioso coro. Eretto tra il 1260 e il 1310 in stile gotico fiorito, è di maggiore altezza rispetto al piedicroce, e si presenta cinto da deambulatorio a cappelle radiali. Il coro, chiuso da belle cancellate settecentesche, ospita gli stalli lignei realizzati nel 1377 con la donazione di 200 franchi di Carlo il Malvagio. Lungo il deambulatorio si aprono tredici cappelle radiali, chiuse da bei recinti lignei scolpiti e traforati in stile rinascimentale fra il XVI e il XVII secolo. La cappella absidale, Chapelle de la Mère de Dieu, venne eretta fra il 1461 e il 1470 per volere del vescovo Jean La Bahue in commemorazione dell'incoronazione del re Luigi XI di Francia. Accoglie una bella statua in pietra policroma della Madonna col Bambino dell'inizio del '400 e una tavola di Gianantonio Guardi.
Nella navata centrale è il pulpito ligneo scolpito nel 1675 e proveniente dall'Abbazia di Notre-Dame du Bec, venne qui rimontato nel 1811.

## Le vetrate
Le preziose 70 vetrate, realizzate fra il XIII e il XV secolo vennero smontate durante la Seconda guerra mondiale e portate a Niort. Vennero rimontate e restaurate nel 1953 da Jean-Jacques Grüber. Sfortunatamente il 19 agosto del 1983 una violenta tempesta di grandine distrusse delle vetrate nel coro e nel transetto meridionale.

## Dimensioni
| Lunghezza totale: 109 m                            |
| Altezza delle volte della navata centrale: 21,75 m |
| Altezza delle volte del coro: 24,10 m              |
| Larghezza del piedicroce: 25,40 m                  |
| Larghezza del coro e deambulatorio: 31,60 m        |